# Tripped
Tripped est une série télévisée britannique sur le voyage dans les univers parallèle qui a été créée par Jamie Mathieson et diffusée depuis le 8 décembre 2015 sur  E4.

## Synopsis
Les meilleurs amis Milo et Danny se lancent dans une série d'aventures étranges à travers de multiples univers parallèles.

## Distribution

### Acteurs principaux
- Blake Harrison : Danny
- Georgina Campbell : Kate
- Richard Gadd :  Callum
- George Webster : Milo

### Acteurs récurrents
- Jamie Demetriou : Paul
- Tony Gardner : Henri
- Philippe Rhys : Pete
- Dominique Grant : Hughes
- Ann Penfold : Jenny
- Pierre André : en tant que premier ministre
- Doyen Bardini : chauffeur de taxi
- Colin Michael Campbell : l'Homme de la Prophétie
- Kenneth Collard :  juge
- Chris Cowlin :  officier de police
- Anni Domingue : en tant que registraire